# Площа оголення

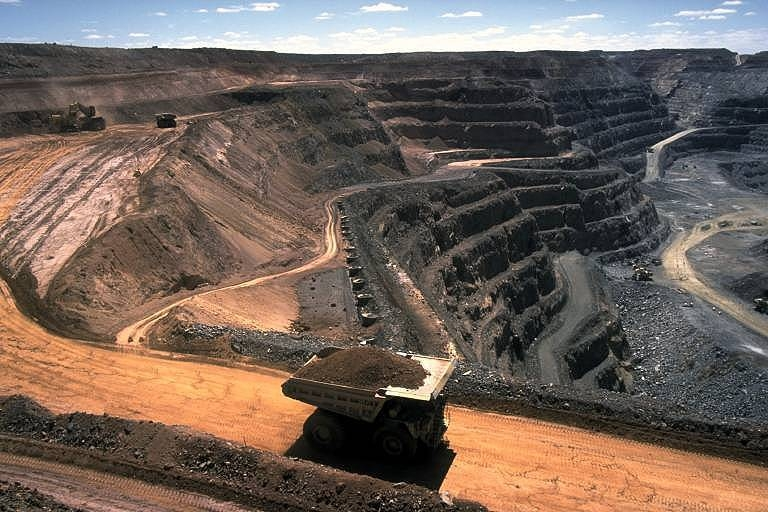
Відслонення масиву гірських порід на вугільному кар'єрі (розрізі)

Площа оголення (рос. площадь обнажения, англ. exposure area, нім. blossgelegte Fläche f) — площа відкритої поверхні масиву, що утворюється в результаті ведення гірничих робіт. Величина П.о. характеризує стійкість масиву корисної копалини або вмісних порід.